# Dulcia II van Provence
Dulcia II van Provence (circa 1162-1172) was voor enkele maanden in 1166 gravin van Provence en voor enkele maanden in 1172 gravin van Mauguio.

## Levensloop
Ze was het enige kind van graaf Raymond Berengarius III van Provence en prinses Richeza van Polen. In 1165 ondertekende haar vader te Beaucaire een overeenkomst die besliste dat Dulcia uitgehuwelijkt zou worden aan de latere graaf Raymond VI van Toulouse, oudste zoon en troonopvolger van graaf Raymond V van Toulouse.
Toen Raymond Berengarius III in de lente van 1166 tijdens het beleg van Nice sneuvelde, arriveerde Raymond V van Toulouse in Provence om erop toe te zien dat de overeenkomst nageleefd werd. Om zijn positie te verzekeren wilde Raymond V trouwen met Dulcia's moeder Richeza. De jonge koning Alfons II van Aragón, eveneens graaf van Barcelona en neef van Raymond Berengarius III van Provence, kwam tussenbeide om te vermijden dat Raymond V in zijn opzet zou slagen. Alfons bereikte zijn doel, het geplande huwelijk van Richeza en Raymond V werd geannuleerd en eind 1166 kwam hij naar Provence om zich officieel tot graaf van Provence te laten benoemen.
Nadat Alfons het graafschap Provence aan zijn jongere broer Raymond Berengarius IV geschonken had, raakte Dulcia het graafschap Provence definitief kwijt. Ze verhuisde daarna naar het hof van grootmoeder langs moederkant Beatrice van Mauguio. In april 1172 besliste Beatrice om het graafschap Mauguio te verdelen onder haar dochter Ermessende van Pelet en Dulcia. Dulcia bleef officieel wel verloofd met Raymond VI van Toulouse, maar in 1172 stierf ze op tienjarige leeftijd. Hierdoor ging Mauguio volledig naar haar tante, die ook de eerste vrouw werd van Raymond VI van Toulouse.